# جون بالداتشي
جون بالداتشي هو سياسي أمريكي ينتمي إلى الحزب الديمقراطي ولد جون بالداتشي في 30 يناير من سنة 1955 في بانجور في ولاية مين الأمريكية درس بالداتشي التاريخ في جامعة ولاية مين خدم بالداتشي في مجلس النواب الأمريكي ما بين الأعوام 1995 إلى عام 2003 وجون بالداتشي حاكم على ولاية مين الأمريكية منذ عام 2003.